# Aleksandr Iefimov
Pour les articles homonymes, voir Iefimov.

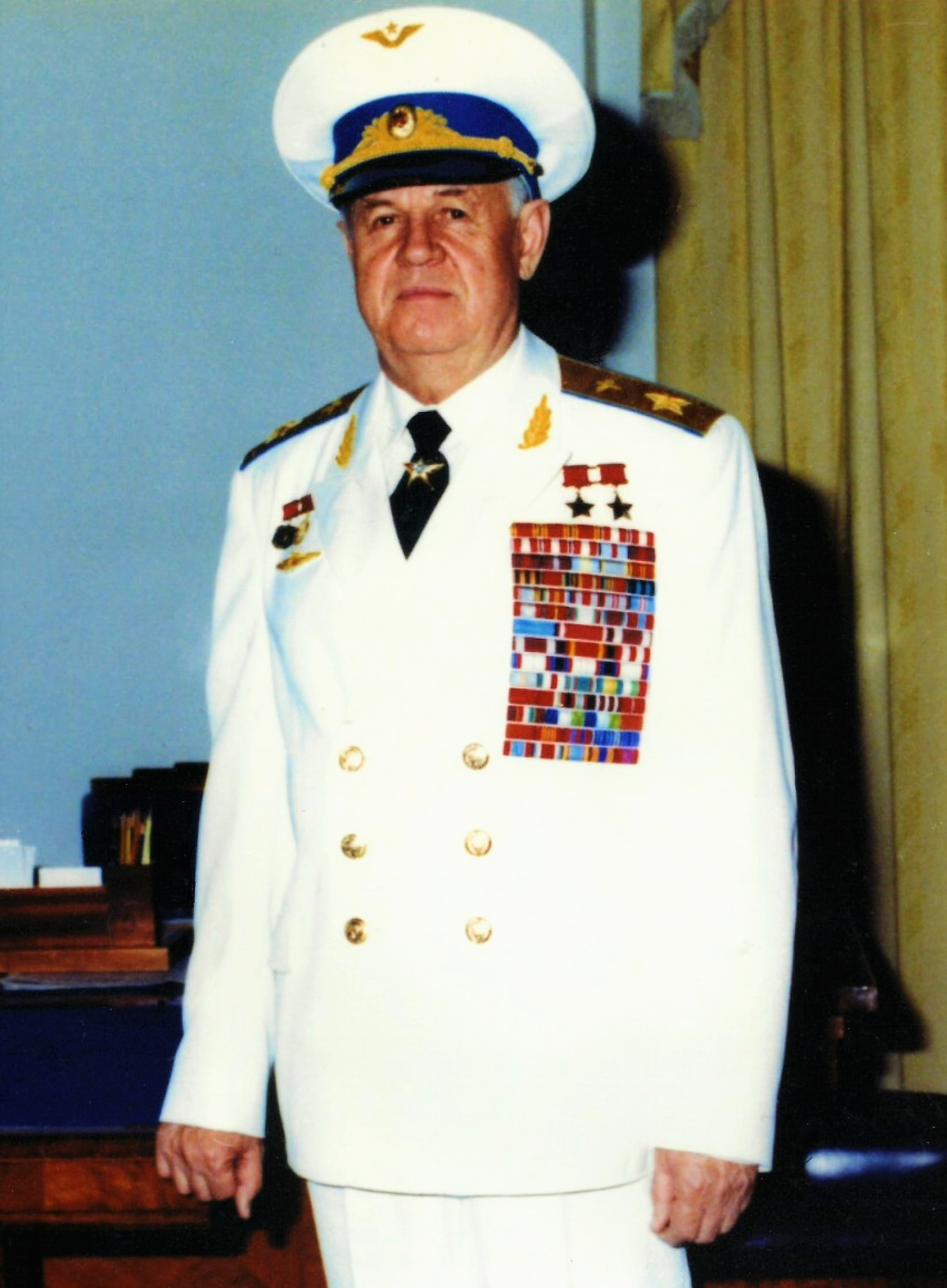
Maréchal de l'aviation Aleksandr Iefimov

Aleksandr Nikolaïevitch Iefimov (en russe : Александр Николаевич Ефимов) est un aviateur soviétique, né le 6 février 1923 et mort le 31 août 2012. Le plus grand as des pilotes d'assaut des Forces aériennes soviétiques (VVS), il était l'équivalent soviétique de l'as allemand Hans-Ulrich Rudel. Ses exploits lui valent d'être distingué à deux reprises par le titre de Héros de l'Union soviétique.

## Carrière et combats
Aleksandr Iefimov est né le 6 février 1923 dans le village de Kantemirovka (actuelle oblast de Voronej). Il reçoit ses premières leçons de vol à l'aéroclub de Lougansk (en RSS d'Ukraine), avant de rejoindre les rangs de l'Armée rouge dès l'annonce de l'invasion de l'Union soviétique par les armées allemandes, le 22 juin 1941. Après avoir été diplômé du collège militaire de l'Air de Lougansk, il est muté, en août 1942, au 198.ShIAP (régiment d'aviation d'assaut). Il est alors serjant (sergent).

### Seconde Guerre mondiale
Aux commandes d'un Iliouchine Il-2 Sturmovik, Iefimov participe aux combats de Rjev, Briansk et Smolensk, sur le front occidental. À la fin mai 1943, il abat un Messerschmitt Bf 109, après que celui-ci l'eut gravement endommagé, ce qui ne l'empêche pas de rejoindre sa base. Le 13 juillet suivant, il est nommé leader de la 2e escadrille de son régiment, nomination qui est suivie peu après, à l'automne 1943, par sa promotion au statut d'officier : il est alors starshii leitenant (lieutenant). Au cours de l'hiver 1943-1944, en compagnie de son mitrailleur-arrière, le sergent G. P. Dobrov, ils obtiennent 4 victoires, dont 2 en coopération.
En juin 1944, après avoir accompli 100 missions de guerre, Iefimov est promu kapitan (capitaine) et nommé commandant d'escadrille. En février 1945, transféré au 62.ShAP, il prend part à la campagne de libération de la Pologne, effectuant sa 200e mission de combat au-dessus de Gdansk. Le 8 mai 1945, il décolle pour accomplir sa 222e et dernière sortie de la guerre.

### L'après-guerre
À l'issue de la Seconde Guerre mondiale, Iefimov poursuit sa carrière au sein de la VVS, commandant successivement un ShAP, équipé d'Il-10, puis une ShAD (division d'aviation d'assaut) volant sur Mikoyan-Gourevitch MiG-15 et MiG-17. Diplômé de l'Académie militaire de l'Air, en 1951, et de l'Académie de l'état-major général, en 1957, il accumule les postes à responsabilité : en 1967 adjoint au commandement de l'Armée de l'Air, avec le grade de general-polkovnik (colonel-général ou général d'armée) ; en 1975, il reçoit la distinction de maréchal avant d'être nommé commandant en chef de l'Armée de l'air et ministre-adjoint à la Défense en 1984.
Aleksandr Iefimov meurt à Moscou le 31 août 2012. Il est enterré au cimetière de Novodevitchi.
Il est l'auteur d'un livre de souvenirs sur son expérience de la guerre : Nad polem boya (Au-dessus du champ de bataille) .

## Palmarès et décorations

### Tableau de chasse
Aleksandr Iefimov est crédité de 7 victoires homologuées, dont 2 individuelles et 5 en coopération, obtenues au cours de 222 missions de guerre. Mais c'est surtout pour son tableau de chasse de destructions au sol qu'il est renommé :
- 126 chars,
- 85 avions,
- 30 locomotives,
- 193 pièces d'artillerie,
- 43 canons de DCA.

### Décorations
- Deux fois Héros de l'Union soviétique :

le 26 octobre 1944 (médaille no 4845),
le 18 août 1945 (médaille no 73) ;
- Ordre du Mérite pour la Patrie
- Ordre du Courage
- Trois fois décoré de l'ordre de Lénine ;
- Ordre de la révolution d'Octobre
- Cinq fois décoré de l'ordre du Drapeau rouge ;
- Ordre d'Alexandre Nevski ;
- Deux fois décoré de l'ordre de la Guerre patriotique de 1re classe ;
- Ordre de l'Étoile rouge ;
- Ordre du Service pour la Patrie dans les Forces armées.